# Lompret (Franciaország)
Lompret település Franciaországban, Nord megyében. Lakosainak száma 2170 fő (2022. január 1.). Lompret Verlinghem, Lambersart, Lille és Pérenchies községekkel határos.

## Népesség
A település népességének változása:
| Lakosok száma | 2305 | 2315 | 2354 | 2299 | 2264 | 2230 | 2195 | 2182 | 2170 |
|               | 2013 | 2015 | 2016 | 2017 | 2018 | 2019 | 2020 | 2021 | 2022 |